# Carthagène (Espagne)
Pour les articles homonymes, voir Carthagène.
Carthagène (en espagnol : Cartagena) est une ville espagnole située en bordure de la mer Méditerranée dans la communauté autonome de la région de Murcie, dont c'est la capitale législative. Elle compte 218 210 habitants, ce qui en fait la vingt-quatrième ville espagnole au niveau de la population (la sixième parmi celles qui ne sont pas capitales de province), répartis sur un territoire communal de 558,3 km2. La ville se trouve au sud de la plaine dénommée Campo de Cartagena, espace naturel qui fait partie de son aire métropolitaine, laquelle comprend une population totale de 409 586 habitants (2012). 
La comarque de Campo de Cartagena comprend également les municipalités de Torre-Pacheco, Fuente Álamo de Murcia, Mazarrón, San Pedro del Pinatar, San Javier, Los Alcázares y La Unión. Carthagène est la capitale législative de la communauté autonome de Murcie, siège de son assemblée régionale.
La ville de Carthagène fut fondée par le Carthaginois Hasdrubal le Beau en 227 av. J.-C., probablement sur une installation ibérique ou tartessienne antérieure. De plus, une activité commerciale importante existe dans la zone depuis au moins le VIe siècle av. J.-C.
L'économie de Carthagène était traditionnellement basée sur l'exploitation du plomb, de l'argent et du zinc de la sierra minera (es) et du secteur chimique (sulfure, engrais phosphatés et explosifs). Actuellement, les filons miniers sont épuisés, Carthagène vit donc principalement de la construction et la réparation navale, du raffinage du pétrole et de l'exportation d'huile d'olive, de fruits, d'agrumes, de légumes, d'alfa, de vin et de produits métalliques. C'est aussi l'une des principales bases navales du pays (avec Rota et Ferrol), ainsi qu'une destination émergente du tourisme grâce à son patrimoine artistique dense, et ses deux mille cinq cents années d'histoire.
Carthagène est célèbre pour ses processions de la Semaine Sainte et ses grandes fêtes des Carthaginois et des Romains qui sont déclarées fêtes d'intérêt touristique national espagnol. De son vaste et monumental patrimoine, il faut remarquer le sous-marin de Peral exposé dans le port, le théâtre romain récemment restauré (le plus grand de la péninsule après celui de Mérida), de nombreux vestiges archéologiques d'époques carthaginoise et romaine, des forteresses, des batteries côtières, des bâtiments à caractère militaire et de nombreux édifices d'époques moderne et néoclassique.
Carthagène, en tant que capitale législative de la communauté autonome, est le siège de l'Assemblée régionale.

## Toponymie
Le premier toponyme qui est trouvé dans la zone actuelle de Carthagène est Mastia, qui s'identifie traditionnellement à la ville dans une période ibère et tartésienne. Les Carthaginois fondent une cité sur ce site sous le nom de Qart Hadasht (« Nouvelle Ville »), même si le nom avait déjà été donné à Carthage. En latin, la ville se nomme Cartago Nova (« Nouvelle Carthage »), et de l'accusatif Cartaginem sort la forme tardive qui dériverait en arabe sous la forme : قرطجانة (Qarṭaǧāna tu), et ce qui donnerait le mot actuel de Cartagena (en français : Carthagène)[pourquoi ?].

## Géographie

### Géographie et relief
La ville de Carthagène se situe en Espagne, plus précisément au sud-est de la péninsule Ibérique au point de coordonnées 37° 36′ N, 0° 59′ W. Son territoire municipal couvre une superficie de 558,3 km2 (soit cinq fois la superficie de Paris intra-muros).
Les limites de la commune de Carthagène sont en quelque sorte un grand plan incliné dans la direction nord ouest-sud est, limité au nord par le cours d'eau du nom de Fuente Álamo, au sud et à l'est par la mer Méditerranée et à l'ouest par les monts de Pericón et la Montagne de los Victorias.
Son centre historique est situé sur cinq collines : Molinete, Monte Sacro, Monte de San José, Despeñaperros et Monte de la Concepción, ce qui lui valut le nom de Petite Rome dans l'Antiquité (Rome ayant sept collines).
Carthagène est située sur un grand plan incliné en direction NO-SE, limité au nord et nord-est par les chaînes pré-littorales de Carrascoy et au sud et sud-ouest par les chaînes littorales jusqu'au Cap de Palos. Le substrat géologique est constitué de calcaires et de matériaux métamorphiques comme l'ardoise ou le marbre.
La ville s'ouvre sur la mer Méditerranée par une large baie délimitée par les Monts de San Julián et Galeras.
Quelques massifs de montagnes se trouvent à la municipalité. Au sud-ouest se situe la Sierra de la Muela et au quart sud-ouest Sierra de la Fausilla. Le massif sierra minera de Cartagena-La Unión occupe la moitié sud de La Unión et une part du quartier sud-ouest de Carthagène. La montagne la plus haute de la municipalité s'appelle Peñas Blancas et elle a une altitude de 629 m. Une autre montagne remarquable est nommée Roldán et se situe au quart sud-ouest de la municipalité. Il y a aussi des collines au surgissement volcanique telles que Cabezo Beaza et Carmolí, située au nord-est, et plusieurs autres.
Concernant les lits hydrauliques, aucun cours constant de l'eau n'est présent à Carthagène, mais environ trois dizaines d'arroyos sont présents dans la municipalité,.

### Occupation du territoire

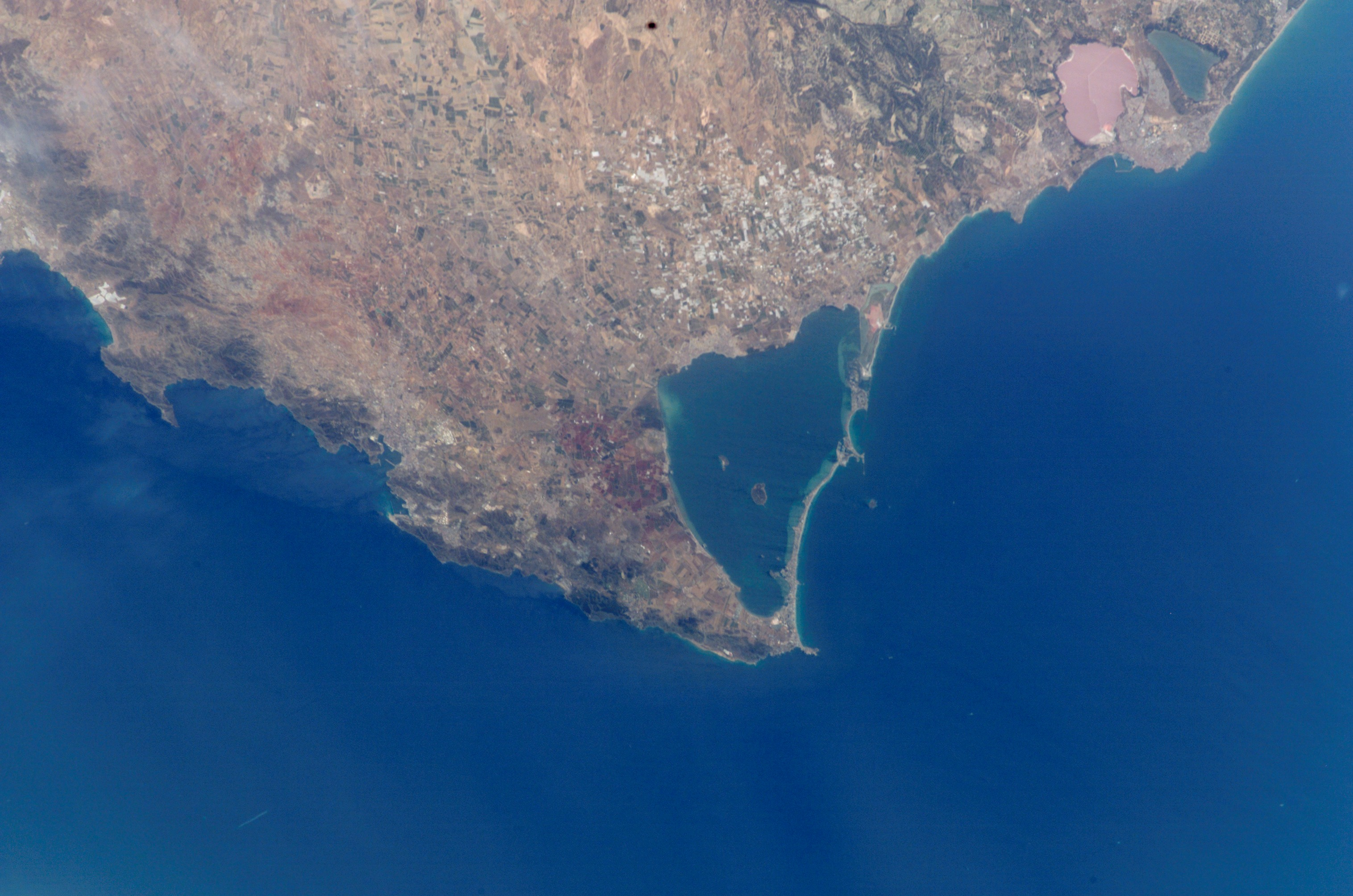
Les Champs de Cartagena et la Mar Menor, vue par satellite.

Les 558,30 km2 de son territoire se répartissent en plusieurs localités et noyaux de population, le centre étant lui-même divisé en quartiers (barrios) : centre historique; San Antonio Abad, El Plan, La Magdalena, Canteras, Santa Lucía, San Félix, El Hondón, Alumbres, Escombreras.
Les autres localités du territoire (regroupées par diputaciones, ou districts) sont : Rincón de San Ginés, El Algar, La Palma, Pozo Estrecho, El Albujón, La Aljorra, Perín, Beal, Miranda, Lentiscar, Los Puertos de Santa Bárbara, Campo Nubla et Los Médicos.

### Démographie

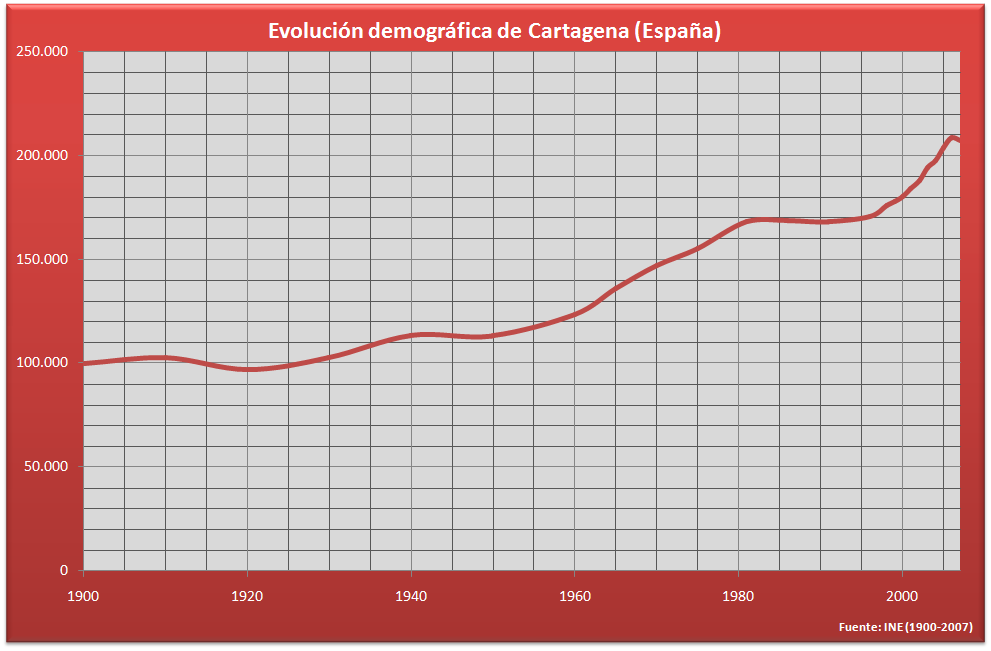
Évolution démographique de Carthagène, 1900-2005.

D'après l'INE, Carthagène comptait, au 1er janvier 2007, 217 286 habitants, (182 021 dans la ville-centre et 39 840 dans les autres localités), dont 12,75 % de nationalité étrangère.
L'aire urbaine inclut La Unión, Fuente Álamo de Murcia, San Javier, Torre-Pacheco, San Pedro del Pinatar soit une population totale de 332 035 habitants.
| 1857   | 1877   | 1887   | 1900   | 1910    | 1920   | 1930    | 1940    |
| ------ | ------ | ------ | ------ | ------- | ------ | ------- | ------- |
| 59 618 | 75 908 | 84 171 | 99 871 | 102 542 | 96 891 | 102 518 | 113 468 |

| 1950    | 1960    | 1970    | 1981    | 1991    | 1996    | 2000    | 2007    |
| ------- | ------- | ------- | ------- | ------- | ------- | ------- | ------- |
| 113 160 | 123 630 | 146 904 | 172 751 | 173 061 | 170 483 | 183 799 | 207 286 |

| 2023    | - | - | - | - | - | - | - |
| ------- | - | - | - | - | - | - | - |
| 218 050 | - | - | - | - | - | - | - |

### Climat
Le climat est chaud et semi-aride, défini comme étant subtropical méditerranéen. Le caractère maritime modère les températures, mais les précipitations dépassent rarement les 300 mm annuels.
La température moyenne annuelle est de 20 °C, le mois le plus froid étant celui de février avec 12 °C ; le mois le plus chaud, août, avec 28 °C en moyenne.

## Histoire

### Chronologie

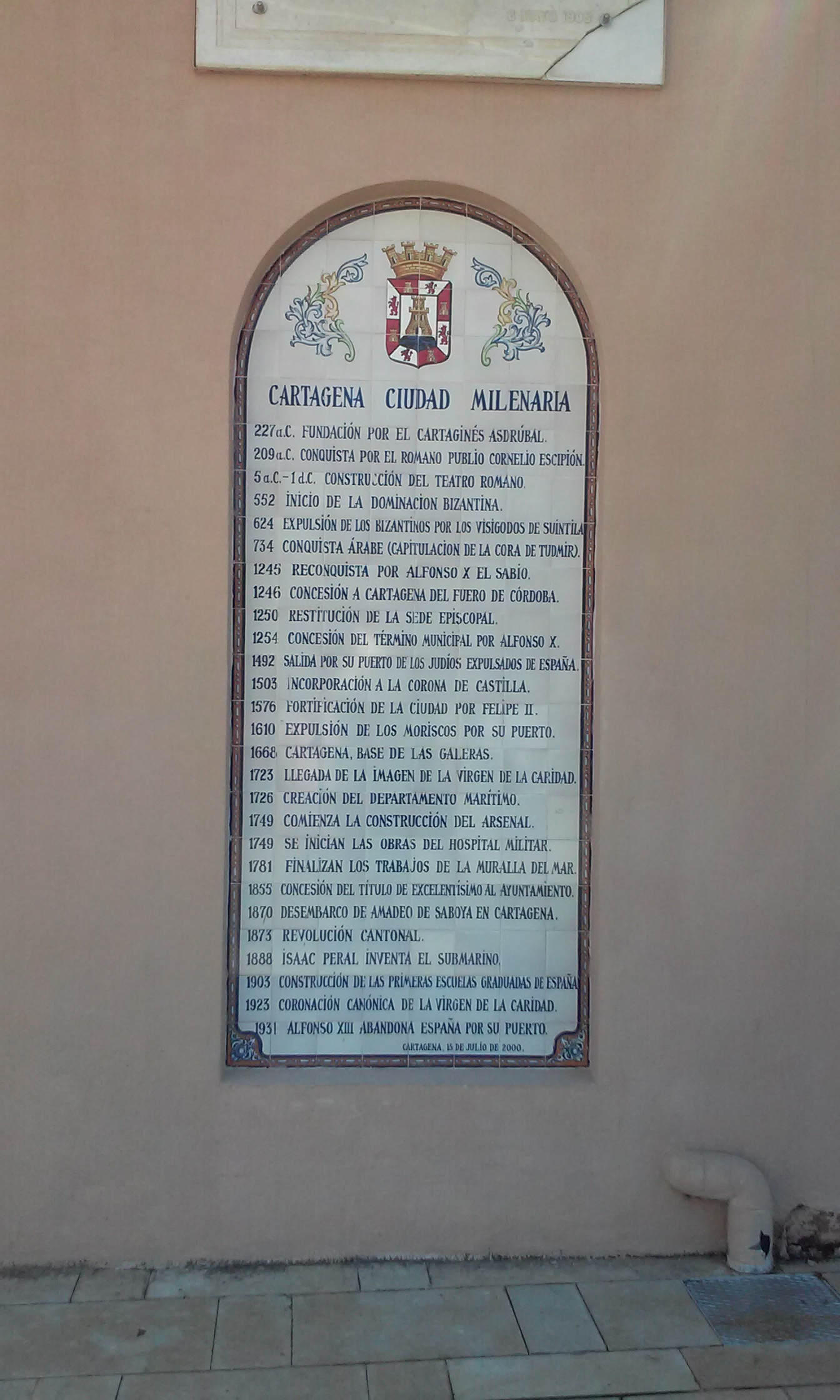
Plaque apposée en 2000 au port de Carthagène et marquant les événements principaux de la ville.

- 227 av. J.-C. : fondation par le carthaginois Hasdrubal
- 209 av. J.-C. : conquête par Scipion l'Africain et les Romains
- 5 av. J.-C. - 1 apr. J.-C. : construction  du théâtre romain
- 552 : début de la domination byzantine
- 624 : expulsion des Byzantins par Suintila de Wisigoths
- 734 : conquête arabe (capitulation du Kurah de Tudmir)
- 1245 : reconquête par Alphonse X le Sage
- 1246 : concession du Fuero de Cordoue à Carthagène
- 1250 : restitution du siège épiscopal
- 1254 : concession du territoire communal par Alphonse X
- 1492 : départ de ce port des Juifs expulsés d'Espagne
- 1503 : incorporation dans la couronne de Castille
- 1576 : fortification de la ville par Philippe II
- 1610 : expulsion des Morisques par ce port
- 1723 : arrivée de la représentation de la Vierge de la Charité
- 1726 : création du Département maritime
- 1732 : début de la construction de l'arsenal
- 1749 : début des travaux de l'hôpital militaire
- 1781 : fin des travaux de la Muralla del Mar (dit « mur Charles III »)
- 1855 : concession du titre d'Excellence au conseil municipal
- 1870 : débarquement d'Amédée Ier de Savoie à Carthagène
- 1873 : Révolution cantonale
- 1888 : Isaac Peral invente le premier sous-marin militaire, le Peral.
- 1903 : construction de la première école doctorale d'Espagne.
- 1923 : couronnement canonique de la Vierge de la Charité
- 1931 : Alphonse XIII quitte l'Espagne depuis ce port

### Préhistoire et Antiquité

Hispanie à la suite de la division provinciale de Dioclétien.

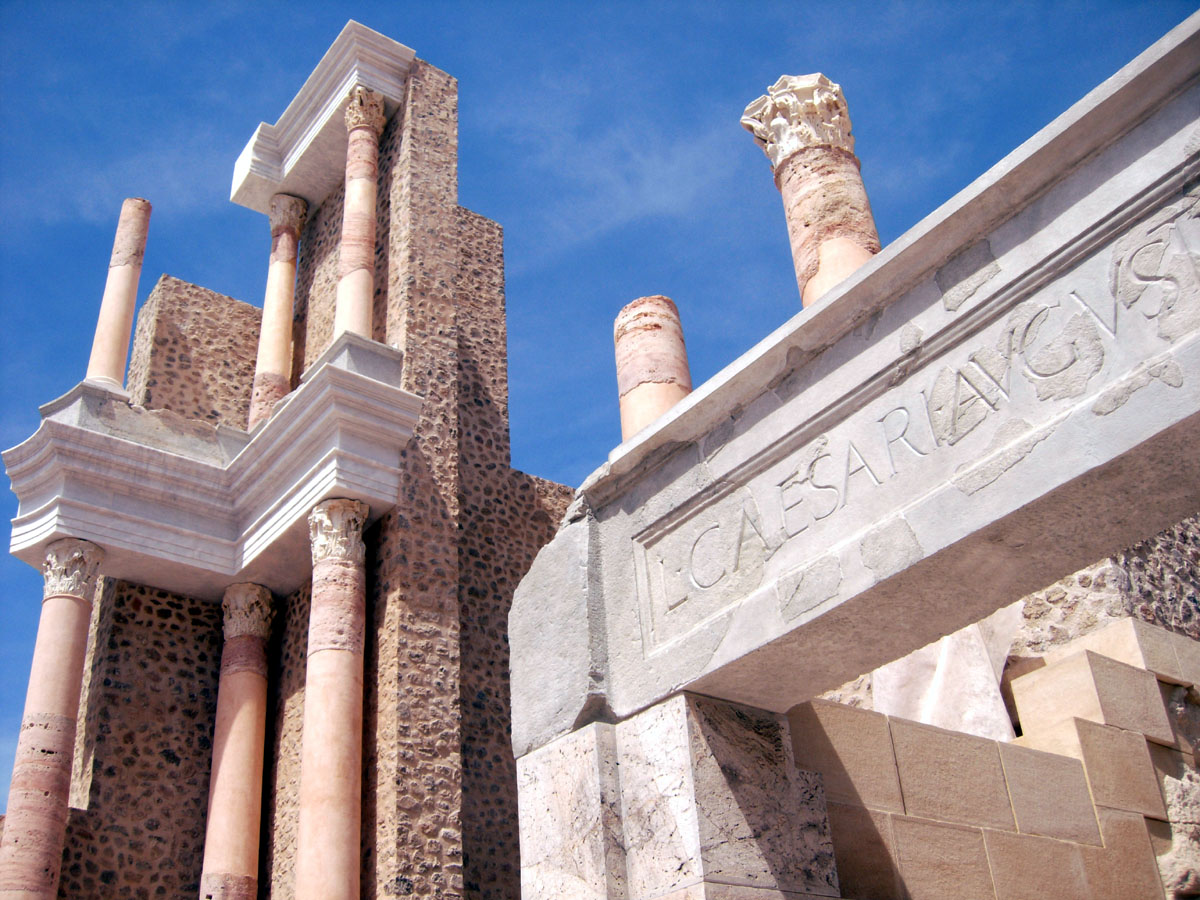
Théâtre romain de Carthago Nova. Détail de la scène (scaenae frons) avec l'inscription du dévouement à Lucius César sur le passage latéral, après restauration.

Il existe des preuves d'établissements préhistoriques autour de la ville de Carthagène, comme sur le site de Las Amoladeras en La Manga.
Sur toute la côte, il existe des vestiges archéologiques très nombreux, comme ceux situés sur le village ibérique de Los Nietos (es), dans la mer Mineure (Mar Menor), ainsi que des épaves de bateaux phéniciens qui documentent des activités artisanales et commerciales intenses dans toute la zone de la sierra minera.  
En ce qui concerne le site urbain de la ville de Carthagène, les références les plus anciennes pourraient correspondre à la cité de Mastia, de peuplement ibère ou tartésien aux alentours du VIe siècle av. J.-C. Cette cité est traditionnellement associée à la ville de Carthagène.
Il existe également des légendes de quelques auteurs de l'Antiquité (comme Silius Italicus, Justin, Strabon ou Trogue Pompée) qui soutiennent que Teucros fut le fondateur de l'actuelle ville de Carthagène en 1184 av. J.-C. (après avoir été exilé par son père). Selon d'autres auteurs, il est possible que lorsque Teucros arrive sur l'actuelle côte de Carthagène, la ville soit déjà fondée par la décision du roi légendaire Testa (en 1412 av. J.-C.) sous le nom de Contesta.
La première trace de peuplement dans la ville correspond à l'année 227 av. J.-C., année durant laquelle le général carthaginois Hasdrubal le Beau, beau-frère du non moins célèbre général Hannibal, fonde la ville de Qart Hadasht (Nouvelle Ville), après avoir battu l'ibère Orisón, et s'assurant ainsi le contrôle des riches gisements de minerais du sud-est de la péninsule Ibérique.
Qart Hadasht devint la principale cité du royaume carthaginois d'Hannibal en Ibérie. Sa célèbre expédition à destination de l'Italie en traversant les Alpes avec ses éléphants, partie de cette ville, marqua le début de la deuxième guerre punique en 218 av. J.-C.
Lors de la deuxième guerre punique le général romain Scipion l'Africain prit Qart Hadasht lors de la première bataille de Carthagène en 209 av. J.-C. Sous le nom de Carthago Nova, la cité devint une des cités romaines les plus importantes de la Péninsule Ibérique. La ville fut d'abord intégrée à la province de Tarraconaise. Polybe et Tite Live tirèrent de cet épisode un récit, intitulé La Clémence de Scipion.
En 44 av. J.-C., Carthago Nova fut la troisième cité hispanique à être élevée au rang de colonie, après Tarraco et Corduba, sous le nom de Colonia Vrbs Iulia Nova Cartago (C. V. I. N. C.). Auguste la dota alors d'un forum et d'un théâtre monumental. Sous Tibère, la cité devint le siège du conventus iuridicus carthaginensis, c'est-à-dire une juridiction administrative dont Carthago Nova était la capitale à l'intérieur de la province de Tarraconaise.
En 298, l'empereur Dioclétien divisa la province de Tarraconaise en trois ; l'une de ses divisions se nomme la province Carthaginoise (en latin : Carthaginensis) dont Carthago Nova fut la capitale.
Vers 425, la cité fut pillée par les Vandales avant que ceux-ci ne passent en Afrique. La ville parvint à se remettre de l'attaque des Vandales, car en 460 l'empereur Majorien réunit dans la cité une flotte de 40 navires avec l'intention d'expulser le royaume vandale d'Afrique et ainsi récupérer l'Afrique romaine pour l'Empire romain. Cette nouvelle bataille de Carthagène se solda par un désastre pour la marine romaine qui fut détruite.

### Haut Moyen Âge

Hispanie byzantine.

À la suite de la chute de l'Empire romain d'occident, remplacé par des royaumes germaniques en et Hispanie, l'empereur romain d'orient Justinien, soixante-dix ans après Majorien, réussit là où ce dernier avait échoué en 550. Carthagène devint alors capitale de la province romaine de Spania sous le nom Carthago Spartaria. Toutefois la province ne recouvre pas toute la péninsule : le royaume wisigoth en contrôle toujours les trois quarts et les rapports entre les deux puissances sont conflictuels. En 622 les Wisigoths menés par leur roi Suintila prirent Carthagène et, selon Isidore de Séville, la dévastèrent et détruisirent presque entièrement. Ce commentaire est peut-être exagéré, car la ville, par l'intermédiaire de son évêque Múmulo, signe en 675 un des actes des conciles de Tolède.
Au cours de la domination arabe, Carthagène connut un nouveau développement avec la construction d'une mosquée et d'une citadelle fortifiée sur l'actuel mont de la Conception. La ville est connue à l'époque sous le nom de Qartayannat al-Halfa. La domination musulmane se montra, en général, tolérante envers les Juifs et les chrétiens ; ces derniers, longtemps divisés entre ariens wisigoths et orthodoxes romains, choisirent naturellement l'obédience de l'église romaine lors de la séparation des Églises d'Orient et d'Occident.

### Bas Moyen Âge
En 1245 le prince castillan Alphonse, peu après connu sous le nom du roi Alphonse X de Castille, conquiert la ville. Il restaure le diocèse de Carthagène et crée l'Ordre de l'Étoile en 1270 pour la défense navale de la Couronne de Castille, dont le siège principal est établi à Carthagène. Le passage, quelques années après la Reconquête du siège épiscopal à Murcie va être un obstacle important au développement urbain, économique et démographique de la ville.
En 1296, la ville fait partie de la Couronne d'Aragon, légitimée par le traité de Torrellas, mais le traité d'Elche en 1305 la rend à la Couronne de Castille.
Carthagène se confirme comme un important port commercial et une base navale. Toutefois, les initiatives de rois comme Pierre Ier de Castille ne permettent pas de développer architecturalement la croissance urbaine d'une ville qui dispose toujours de peu d'habitants.
En 1464, le roi Henri IV de Castille accorde à Pedro Fajardo y Quesada la seigneurie de la ville de Carthagène avec son château, ses droits de juridiction, ainsi que l'argent du tribut. Cette situation se maintient jusqu'à l'arrivée au pouvoir des rois catholiques qui expulsent les Juifs d'Espagne qui y vivaient depuis l'Antiquité, en 1492 puis les Morisques, en 1610 - les deux communautés partant du port de Carthagène. L'Inquisition sévit. En 1503, la reine Isabelle la Catholique ordonne la restitution de la ville de Carthagène avec tous les droits concédés à la Couronne de Castille.

### Époque moderne

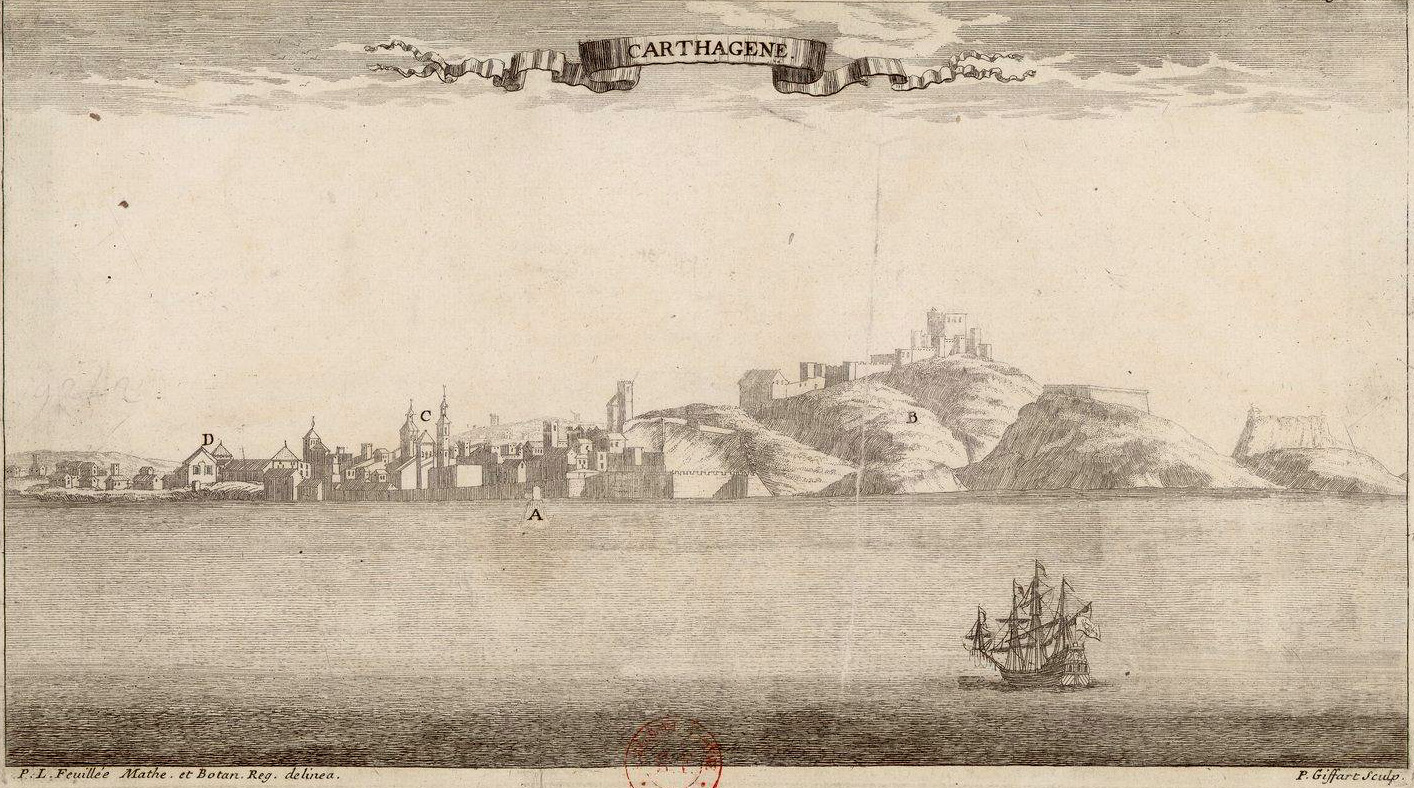
En 1714, gravure de Pierre Giffart.

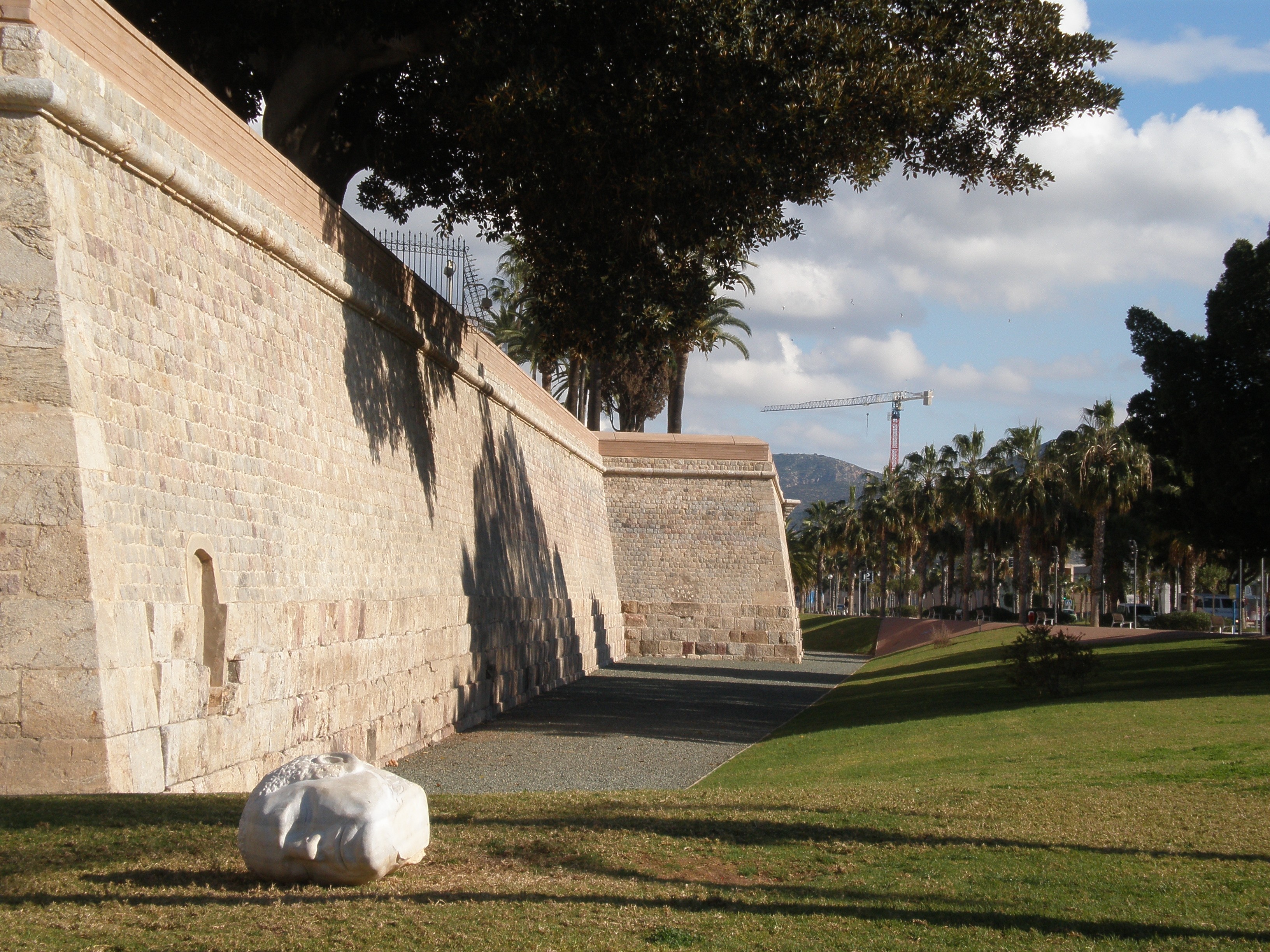
Muraille de Charles III d'Espagne.

À partir des règnes de Charles Quint et de Philippe II d'Espagne, le rôle militaire et défensif de Carthagène fut considérablement renforcé, que ce soit au niveau de la flotte royale ou comme enclave militaire avec le renforcement des murailles et la construction de quelques fortifications côtières, tels que le Fuerte de Navidad.
Cependant, la croissance démographique s'est trouvée brusquement altérée en quelques occasions à la suite de l'arrivée de quelques épidémies de peste bubonique qui ont littéralement dévastées la ville, notamment celle de 1648, dans laquelle près de quatorze mille personnes sont mortes en trois mois.
Le port de Carthagène est devenu la principale base militaire dans la politique méditerranéenne des rois d'Espagne pour ses possessions en Italie et dans la contestation du pouvoir ottoman et barbaresque.
Entre le XVIe siècle et le XVIIIe siècle, les principales modifications urbaines sont constituées par la fondation de divers couvents, qui appartiennent aux ordres des Dominicains, des Augustins ou des Franciscains et s'établirent dans la ville, à la suite des différents rejets des demandes répétées au conseil du diocèse pour avoir plus de paroisses pour la ville. Les couvents configurèrent un paysage urbain distinct et les ordres qui les dirigeaient canalisèrent la vie culturelle, religieuse et même sanitaire de Carthagène durant la totalité du XVIIe siècle.
Bien que pendant la guerre de Succession d'Espagne la ville opta pour la cause des Habsbourg, Carthagène connut une forte reprise avec l'établissement de la Maison capétienne de Bourbon.
Pendant cette période, Carthagène fut désignée capitale du département militaire de Méditerranée. L'espace urbain fut considérablement agrandi avec la construction d'une nouvelle muraille qui multiplia la surface comprise pour la ville et la construction de nouveaux bâtiments à caractère militaire comme l'Arsenal ou l'Hôpital de la Marine (aujourd’hui le siège de l'Université Polytechnique de Carthagène. De plus, la ville forme en 1799 la dernière province de Carthagène existante jusqu'à nos jours et qui s'est maintenu jusqu'à la division territoriale de Javier de Burgos en 1833.

### Époque contemporaine

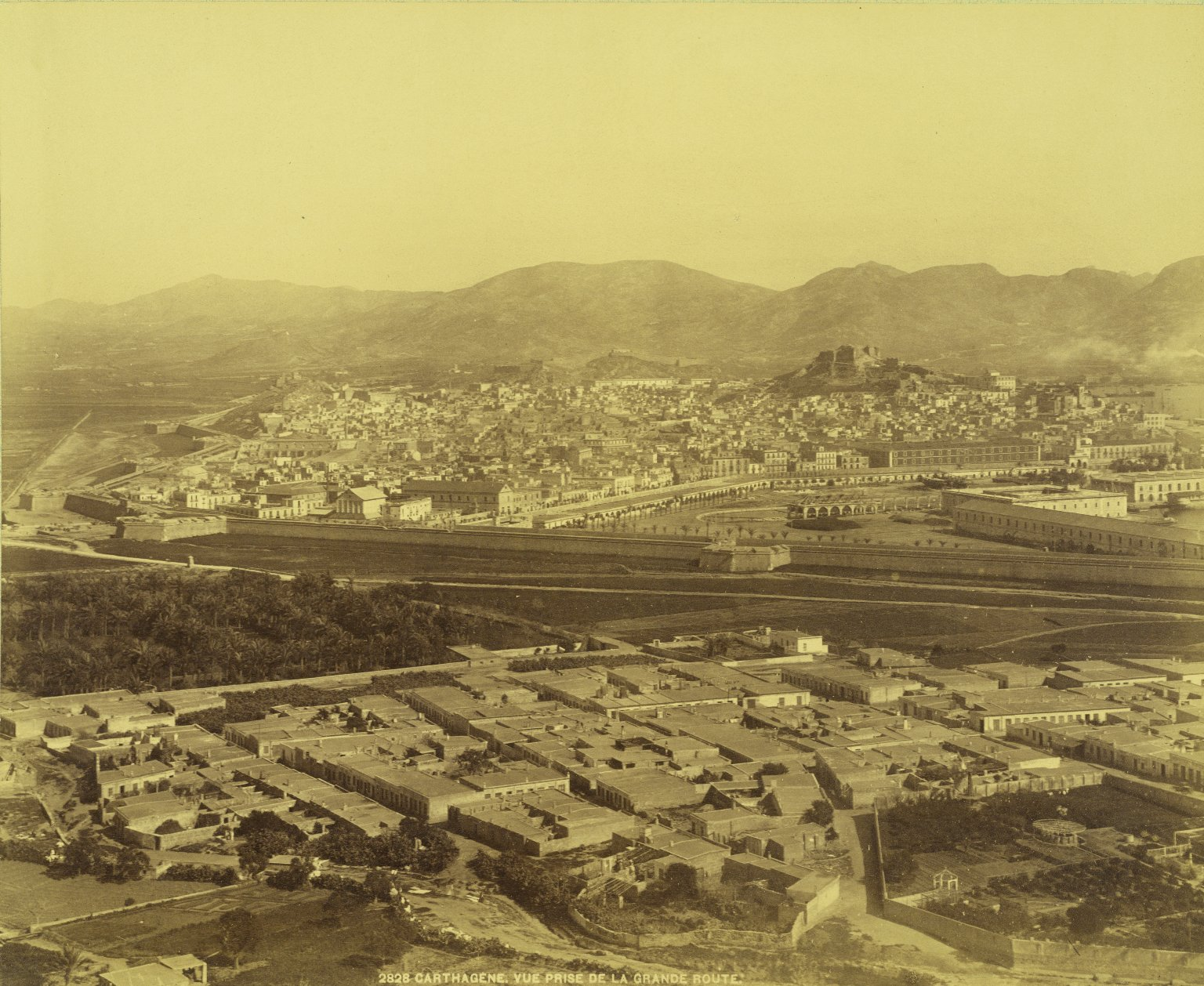
Vue de la ville à la fin du XIX qui permet d'apprécier son expansion.

Le processus de désamortissement provoque la fermeture de la totalité des couvents existants à Carthagène, et apporta quelques modifications de la trame urbaine, avec l'ouverture de jardins et de places.
Toutefois l'élément le plus marquant du XIXe siècle fut surtout la Révolution cantonale qui commença le 12 juillet 1873. La ville se souleva contre le gouvernement de la Première République espagnole en défendant la thèse fédéraliste sous la direction d'Antonio Gálvez Arce. La ville résista jusqu'en janvier 1874, quand les troupes du général López Domínguez reprirent la ville.
La perte des dernières colonies après le désastre de 1898 eut un impact significatif à Carthagène, à la fois par la nécessité de reconstruire la flotte maritime perdue et par la résurgence de l'exploitation minière dans la Sierra minera de Cartagena-La Unión au début du XXe siècle dans tout le comarque. Les conséquences les plus directes furent la construction de nombreux bâtiments de style moderniste, ainsi que la création de la Caja de Ahorros y Monte de Piedad de Cartagena, bâtiment précurseur de la Caja Mediterráneo.
La vie culturelle de Carthagène vécut un important développement au début du XXe siècle jusqu'à l'éclatement de la guerre civile espagnole de 1936-1939. Durant ces années, Carthagène fut l'unique base navale qui resta sous le contrôle de la République, et la dernière ville à être occupée par l'armée franquiste, le 31 mars 1939. C'est de ce port que, le 25 novembre 1936, les Soviétiques emportèrent l'or de la Banque d'Espagne (sept mille huit cent vingt-cinq caisses de lingots), or qui ne fut jamais restitué.
La deuxième moitié du XXe siècle fut marquée par le développement de l'industrie énergétique et celle de l'engrais, ainsi que par la construction navale. Une industrie aux mains de l'État, qui dans les dernières décennies du siècle, a plongé la ville dans une crise profonde à la suite d'une reconversion forcée, même si cette crise est aujourd’hui dépassée.
Actuellement, Carthagène fait partie de la communauté autonome de la région de Murcie, et est le siège de l'Assemblée régionale. De plus, c'est encore la capitale de la province maritime de Carthagène, statut accordé par l'arrêté royal du 5 octobre 1607 sous le règne de Philippe III d'Espagne.

## Économie
- Industries pétrochimiques.
- Métallurgie
- Culture d'Algues
- Agriculture (principalement maraîchère).
- Tourisme
- Port de commerce et militaire.
- Navantia : Construction navale sous-marine

## Transports

### Réseau routier
Carthagène est desservie par les routes et autoroutes suivantes :
- A-30 (autoroute de Murcie), qui la relie à Murcie et Madrid via Albacete ;
- AP-7 (autoroute de la Méditerranée) qui conduit à Vera, au sud ;
- RM-2 MU-602, voie rapide d’intérêt local vers Fuente-Álamo et Alhama de Murcie ;
- MU-312, voie rapide locale vers la Mar Menor.

### Réseau ferré
La ville compte une gare, ainsi que le terminus d’un chemin de fer à voie étroite qui la relie au littoral à Los Nietos.

### Aéroport
La ville est desservie par l’aéroport de Murcie-San Javier.

## Administration
Le conseil municipal compte 27 conseillers (concejales) élus pour un mandat de quatre ans. 
| Période                                  | Période  | Identité                     | Étiquette      | Qualité |
| ---------------------------------------- | -------- | ---------------------------- | -------------- | ------- |
| 1979                                     | 1983     | Enrique Escudero de Castro   | PSOE           |         |
| 1983                                     | 1987     | Juan Martínez Simón          | PSOE           |         |
| 1987                                     | 1991     | Antonio Vallejo Alberola     | Parti cantonal |         |
| 1991                                     | 1995     | José Antonio Alonso Conesa   | PSOE           |         |
| 1995                                     | 2015     | María Pilar Barreiro Álvarez | PP             |         |
| 2015                                     | 2017     | José López Martínez          | MC             |         |
| 2017                                     | 2021     | Ana Belén Castejón           | PSOE           |         |
| 2021                                     | En cours | Noelia Arroyo                | PP             |         |
| Les données manquantes sont à compléter. |          |                              |                |         |

## Édifices et lieux
Carthagène, de par sa longue histoire, a accumulé un important patrimoine, depuis le IIIe siècle av. J.-C. à aujourd’hui.

### Archéologie
Les sites les plus importants sont :
- la muraille punique (construction défensive réalisée au IIIe siècle av. J.-C.) ;
- le théâtre romain de Carthagène (construit à la fin du Ier siècle av. J.-C.) ;
- l'amphithéâtre romain (actuellement en fouilles) ;
- l'Augusteum (temple dédié à l'empereur Auguste) ;
- la grotte de la Higuera, peintures rupestres à Isla Plana ;
- la Casa de la Fortuna (une domus) ;
- la nécropole du Bas-Empire romain ;
- la Torre Ciega (monument funéraire romain) ;
- le forum et les thermes (actuellement en fouilles) ;
- le Decumano (une partie de la route principale romaine).

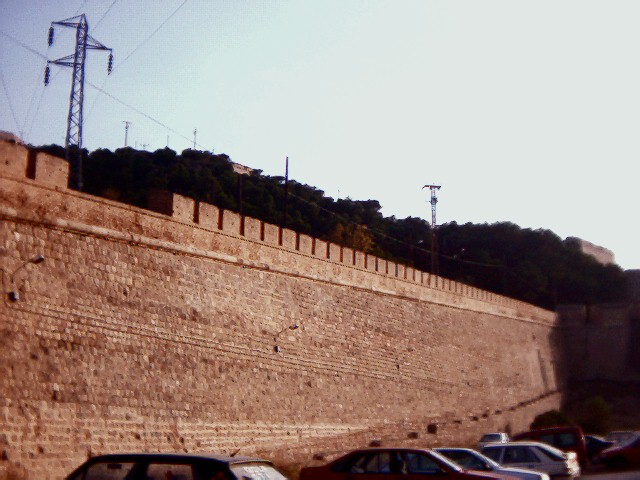
Muraille de Charles III, XVIII.

### Fortifications

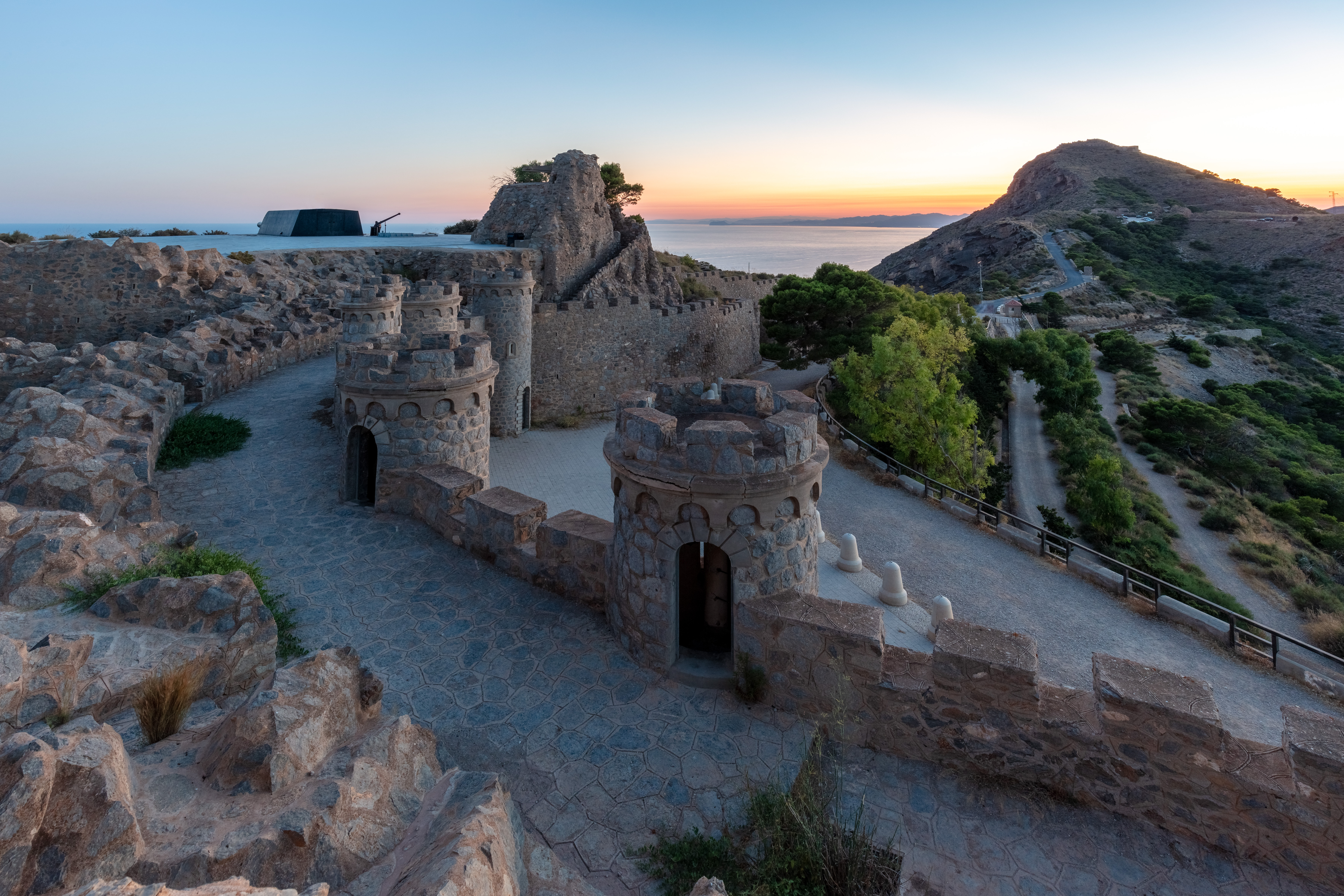
Batterie de Castillitos, pour protéger l'entrée du port de Carthagène. Elles ont été construites en 1933 et 1936 à la suite d'un projet élaboré pendant la dictature de Primo de Rivera. Les canons étaient réalisés par le conglomérat britannique Vickers-Armstrongs. C'est un monument historique (Espagne). Juillet 2022.

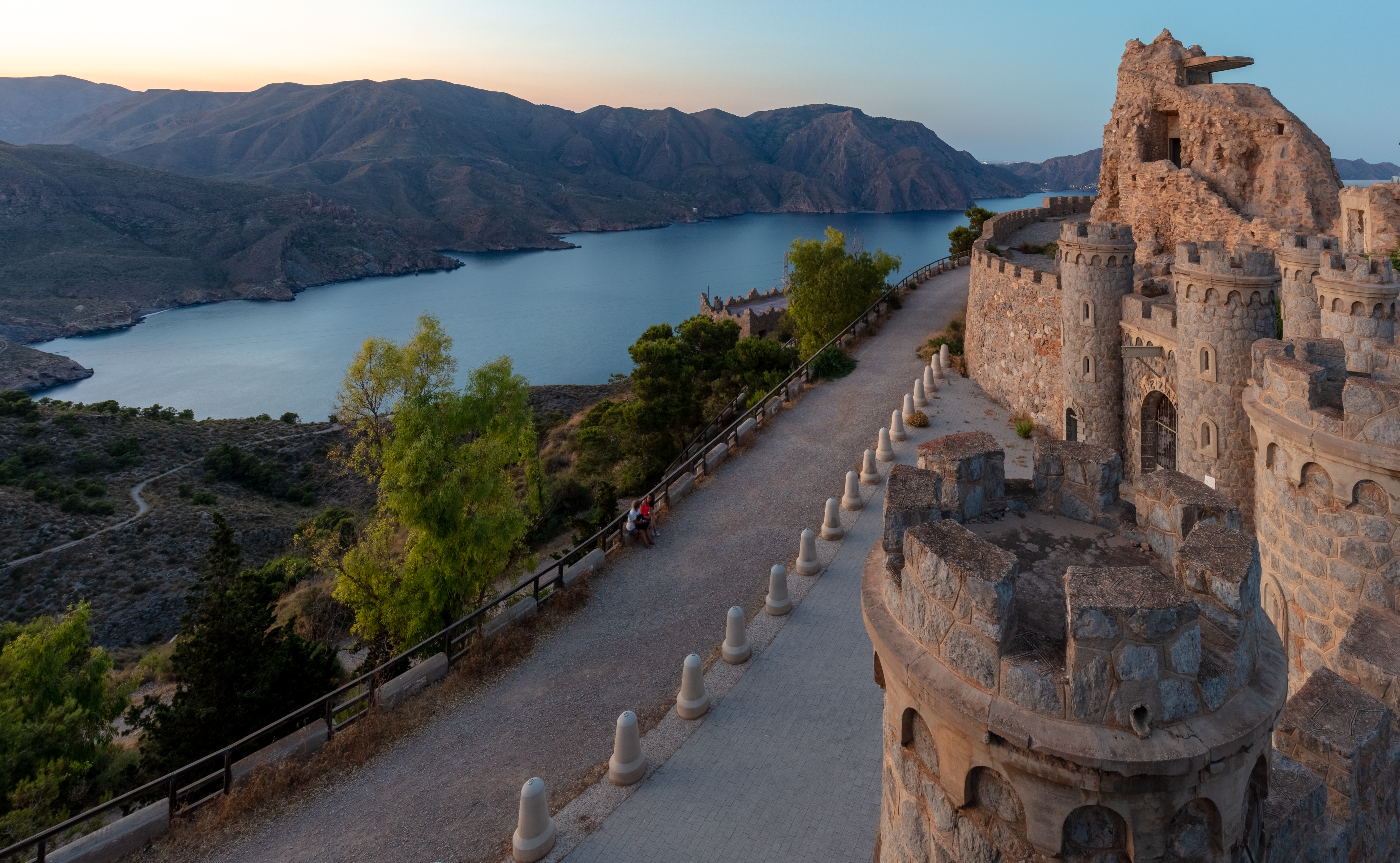
Le site des Castillitos à Carthagène. Juillet 2022.

Le statut de port militaire a entraîné la fortification de la ville. Plusieurs forts et batteries des XVIIIe et XIXe siècles entourent la ville.

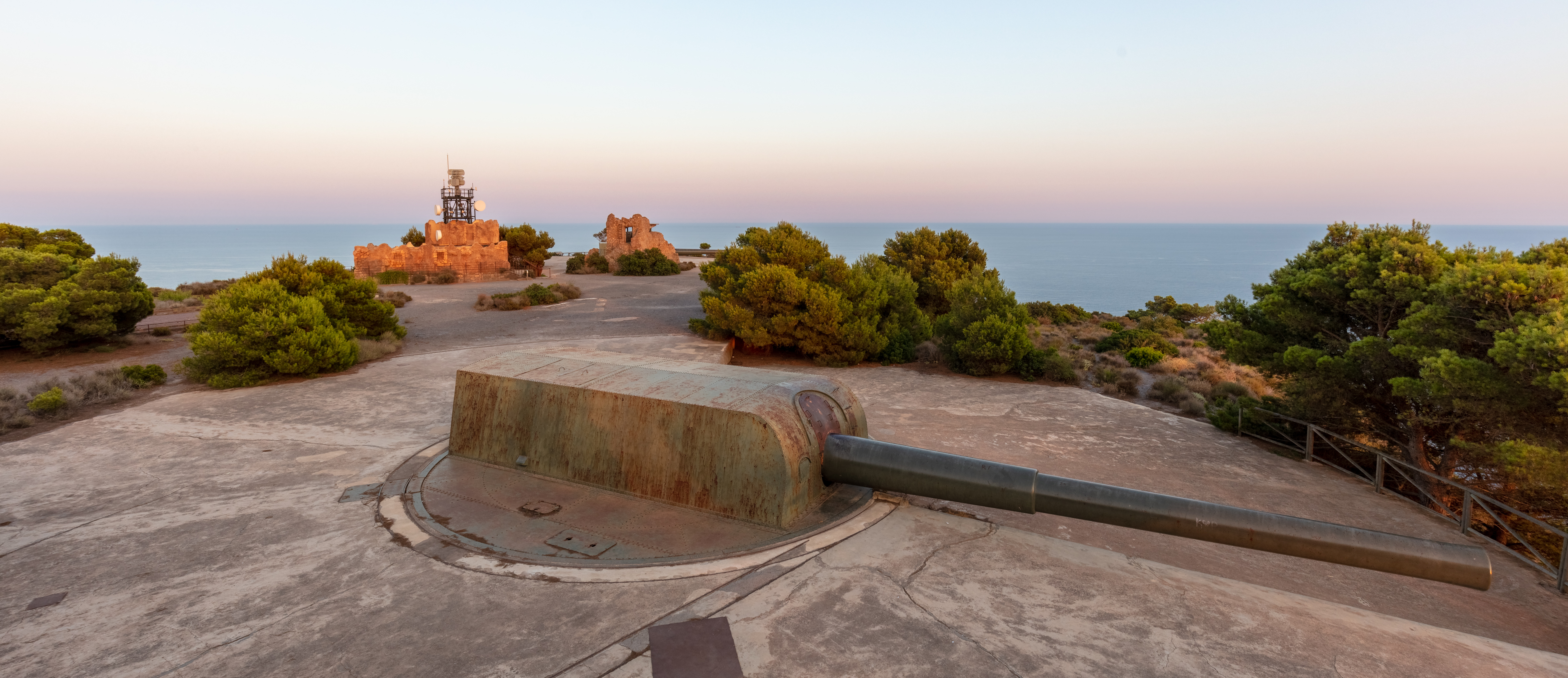
Batería de Cenizas à Carthagène. Construite avec les batteries de Castillitos pour les mêmes raisons. Elles ont été décidées sous la dictature de Miguel Primo de Rivera et ont été réalisées de 1930 à 1934. Photo juillet 2022.

Des fragments de la muraille édifiée par Charles III entre 1766 et 1786 sont toujours visibles.
Parmi les autres édifices militaires, l’ancien château de la ville, le Château de la Concepción, l’Arsenal, l’ancien hôpital de la Marine, l’ancienne école de marine, la Capitainerie générale et l’ancien Parque de artillería.

### Autres édifices remarquables
Le centre-ville de Carthagène a été classé ensemble historico-artistique, en particulier l’ensemble d’immeubles bourgeois du XIXe siècle et du début du XXe siècle ; parmi eux, la Casa Pedreño (1872), la Casa Cervantes (1900), le Palacio de Aguirre (1900), le Palais du consistoire (1907), la Casa Zapata (1909), le Grand Hôtel (1916), la Casa Llagostera (1916), œuvres d’architectes comme Tomás Rico, Carlos Mancha ou Víctor Beltrí.

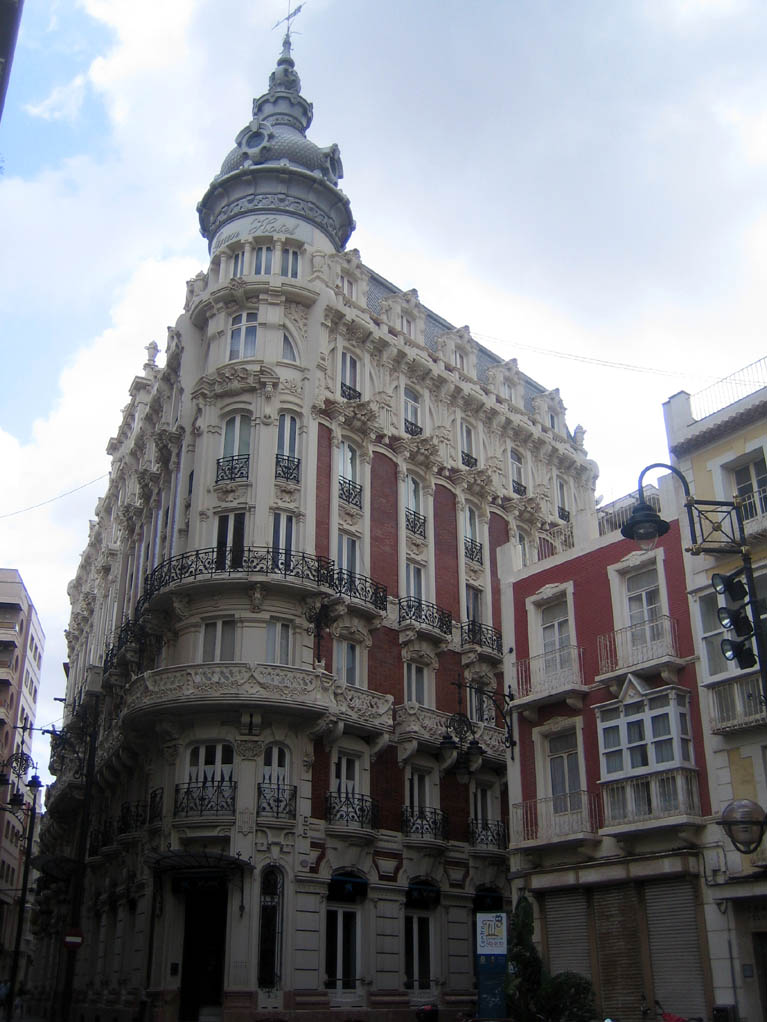
Gran Hotel. Víctor Beltrí, 1916.
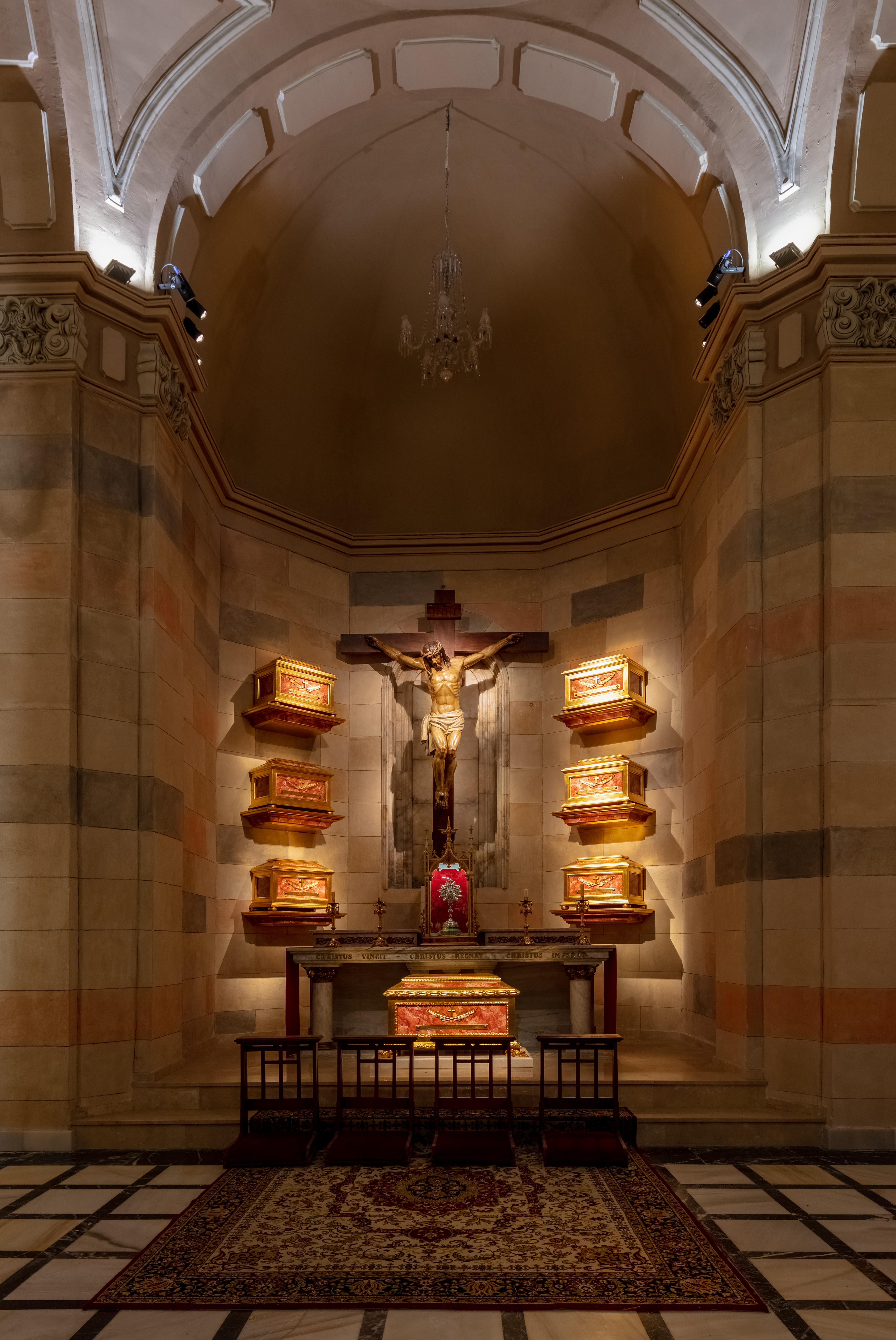
Iglesia de Santa María de Gracia (Cartagena) (es), intérieur. Juillet 2022.
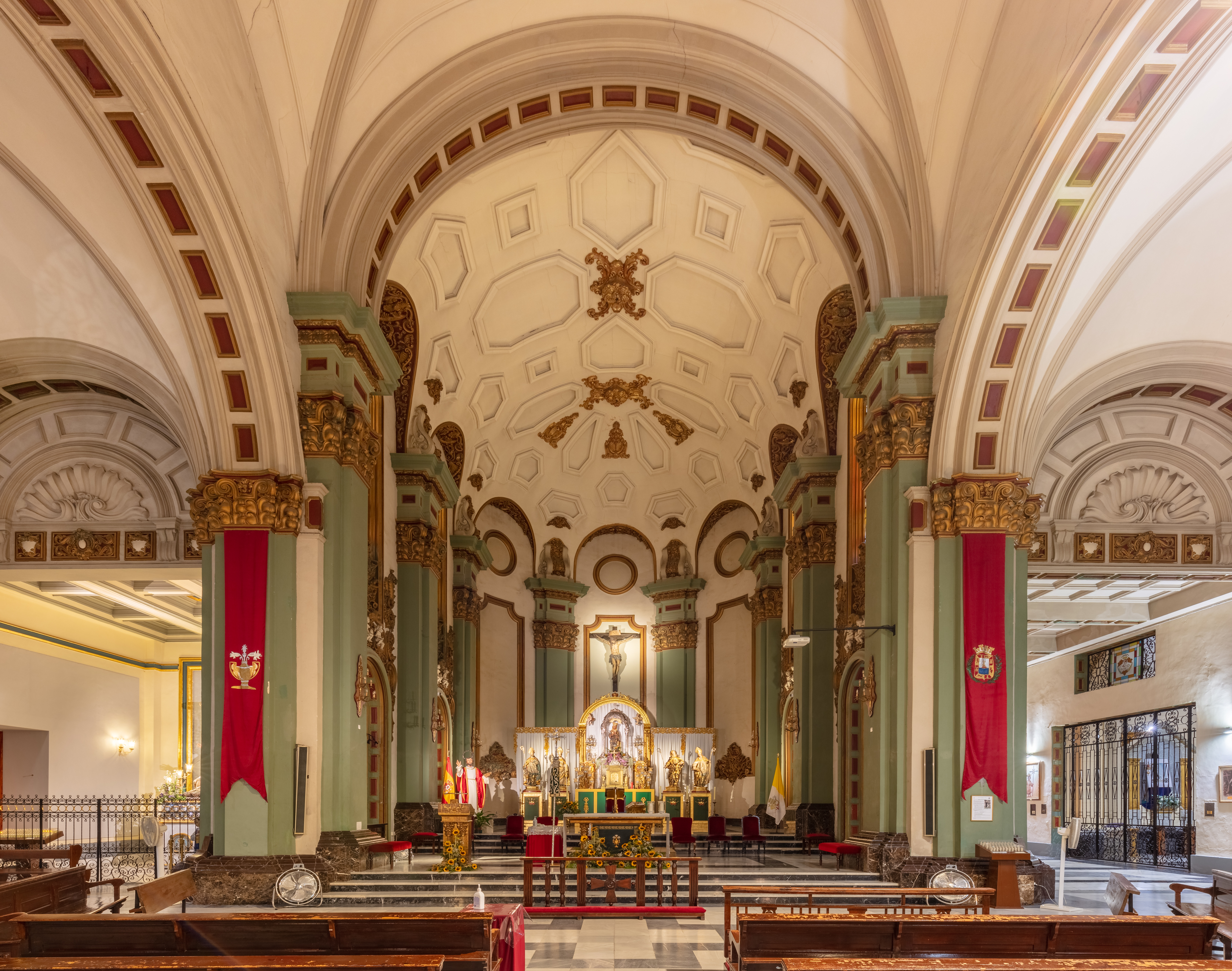
Intérieur, même église, même moment.

Le casino occupe un bâtiment du XVIIIe siècle, l’ancien palais du Marquis de Casatilly.
Le patrimoine religieux est dominé par la Cathédrale Santa María la Vieja, partiellement détruite lors de la guerre d’Espagne, mais également l’église Santa María de Gracia, du XVIIIe siècle et l’église de la Charité (1893), de style néoclassique, hôte de la patronne de la ville, la Vierge de la Charité (Virgen de la Caridad).

### Musées

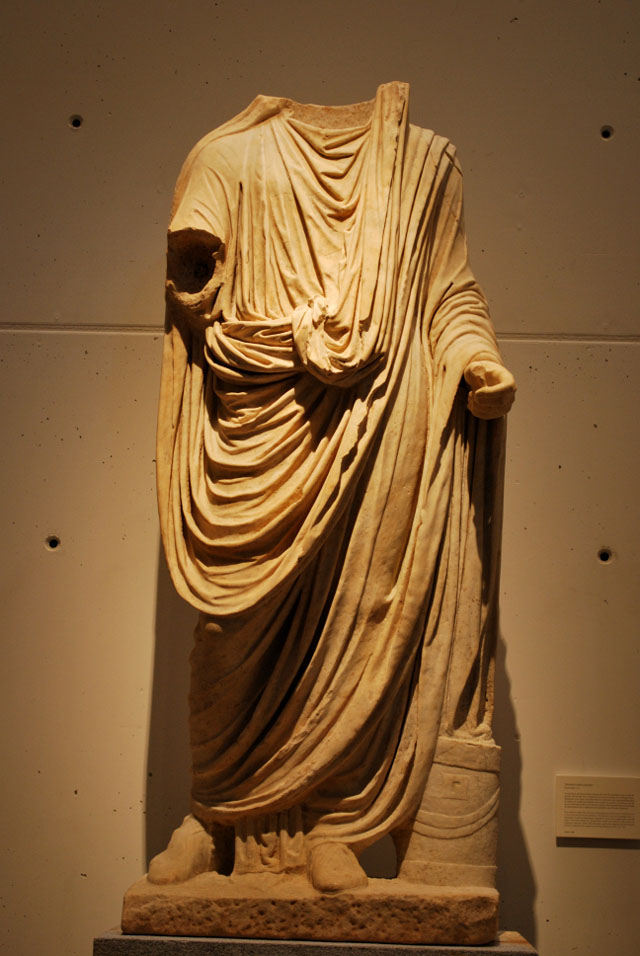
Auguste en Pontifex Maximus. Musée du théâtre romain.

Les musées les plus importants de la municipalité :
- musée archéologique municipal ;
- musée d'archéologie subaquatique (ARQUA) (es) ;
- musée du théâtre romain de Carthagène ;
- musée naval de Carthagène ;
- musée militaire (es), qui partage avec les archives municipales le parc de l’Artillerie (es) ;
- musée Carmen Conde – Antonio Oliver ;
- musée ethnographique du Campo de Carthagène.

### Monuments
Quelques-uns des principaux monuments de Carthagène :

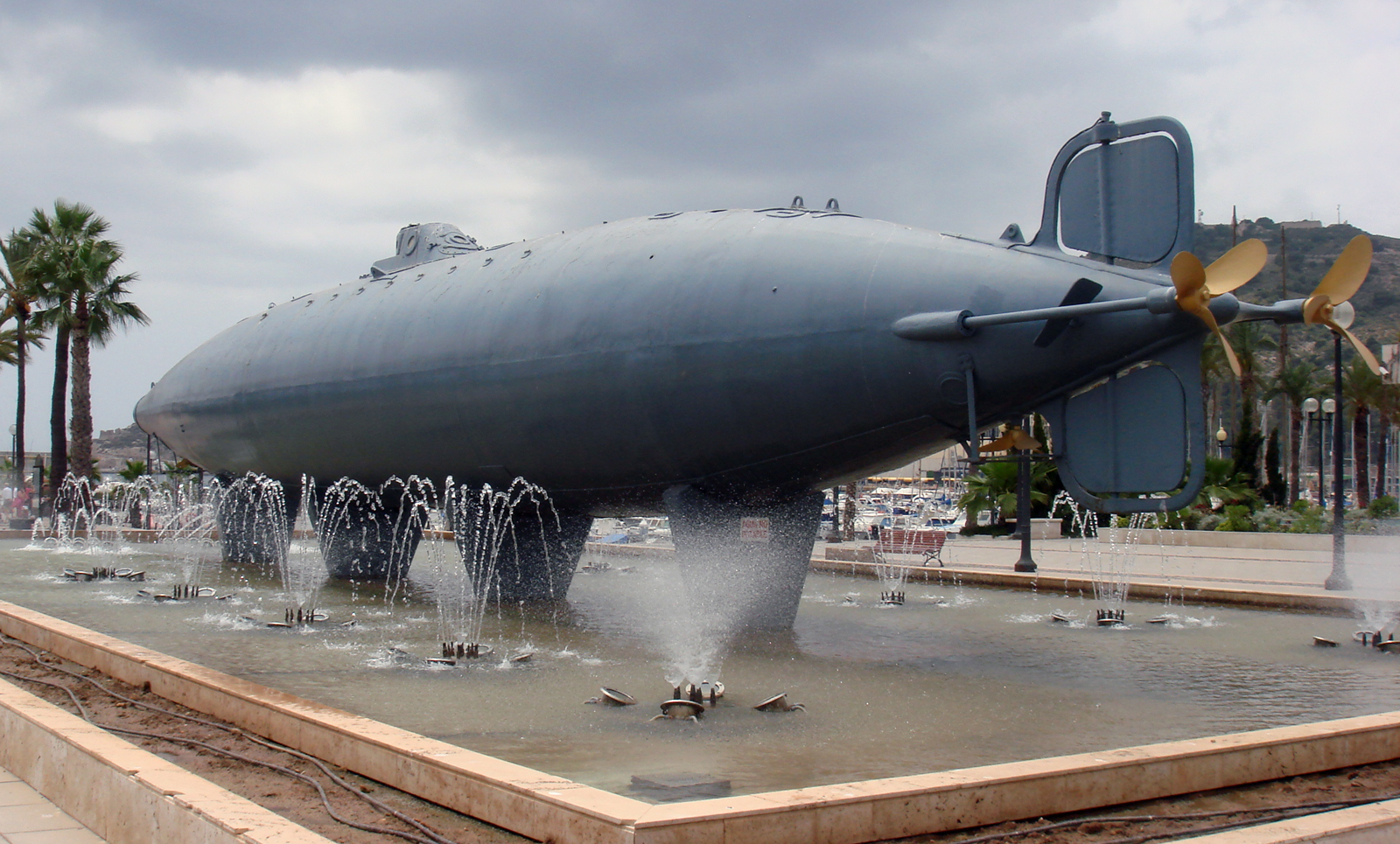
Le sous-marin de Peral en 2007.

- monument aux héros de la bataille de Cavite et de la bataille de Santiago de Cuba, érigé en 1923 en souvenir des soldats morts lors de la guerre hispano-américaine de 1898 ;
- sous-marin Peral. Près du port, le premier sous-marin torpilleur électrique du monde, construit par le carthaginois Isaac Peral en 1888, est exposé.

À l'extérieur de la ville, les moulins à vent du Campo de Cartagena datant du XVIIIe siècle et du XIXe siècle sont remarquables pour leur utilisation de la voile triangulaire latine. Classés biens d'intérêt culturel, ils figurent sur la liste indicative du patrimoine mondial au sein de l'ensemble Moulins à voile de la Méditerranée. Peu sont restaurés, ils sont inscrits sur la liste rouge du patrimoine en danger de l'association Hispania Nostra.

## Université
- Université populaire de Carthagène

## Sports
- Fútbol Club Cartagena, qui joue en segunda división  (deuxième division)
- Reale Futsal Cartagena, club de futsal
- UCAM Himoinsa Cartagena TM, club de tennis de table double Champion d'Europe avec l'équipe féminine.

La ville compte également des clubs de basket-ball, de volley-ball, de handball, aucun n’évoluant en première division.
Entre 1925 et 1987, le Stade d'El Almarjal était le principal stade de la ville. Le Stade Cartagonova constitue aujourd'hui le principal équipement sportif de la ville. Il peut accueillir 14 712 spectateurs.

## Fêtes
Voici les célébrations les plus importantes de Carthagène, :
- Semaine Sainte, déclarée « Intérêt touristique international » ;
- Carthagineses y Romanos, commémoration de la fondation de la ville par les Carthaginois, de la deuxième guerre punique et de la prise de la ville par les romains), déclaré d'intérêt touristique national ;
- Carnaval ;
- festival La Mar de Músicas, établi en 1995 ;
- festival international de Jazz (novembre) ;
- festival de cinéma (novembre).

## Personnalités liées à Carthagène
- Hasdrubal le Beau (270 av. J.-C. – 221 av. J.-C.) ;
- Hannibal Barca (247 av. J.-C. – 183 av. J.-C.) ;
- Saint Fulgence, saint Léandre, sainte Florentine, saint Isidore de Séville, connus comme les "Quatre saints de Carthagène" ;
- Sebastián Raval (1550–1604), musicien ;
- Isaac Peral (1851-1895), scientifique ;
- Alexis Hinsberger (1907- 1996), peintre ;
- Antonio Oliver (1903-1968), universitaire et poète, fondateur de l'université populaire de Carthagène ;
- Carmen Conde (1907- 1996), universitaire et poétesse, fondatrice de l'université populaire de Carthagène ;
- Pepita Inglés (1910-1937), combattante de la guerre d'Espagne ;
- Arturo Pérez-Reverte (1951-), écrivain ;
- Robert Sánchez (1997-), footballeur.